# 2020–2021-es UEFA Nemzetek Ligája
A 2020–2021-es UEFA Nemzetek Ligája a második UEFA Nemzetek Ligája volt, amely az Európai Labdarúgó-szövetség által szervezett labdarúgótorna, amelyen az UEFA-tagsággal rendelkező 55 ország felnőtt férfi labdarúgó-válogatottjai vehettek részt. A csoportkör mérkőzéseit 2020 szeptemberétől novemberig, az egyenes kieséses szakaszt 2021 októberében, az osztályozókat 2022 márciusában játszották. A címvédő a portugál válogatott volt. A győztes a francia válogatott lett.

## Lebonyolítás
2019. szeptember 24-én az UEFA bejelentette, hogy a Nemzetek Ligája formátumát módosítja a 2020–21-es kiírástól.
Az 55 UEFA-tagország nemzeti válogatottjait négy ligára osztották, az A, B és C ligákban 16 csapat, ezeken belül négy csoportban, egyenként négy csapat szerepelt. A D ligában 7 csapat vett részt, amelyet két csoportra osztottak, az egyikben négy, a másikba három csapat szerepelt. A csapatok a 2018–2019-es kiírás összesített rangsora alapján kerültek az egyes ligákba. Mindegyik csapat hat mérkőzést játszott a csoportjában, kivéve a D liga egyik csoportját, amelyek csak négyet. A csapatok oda-visszavágós körmérkőzést játszottak dupla játéknapokon 2020 szeptemberében, októberében és novemberében. Ez a formátum biztosította, hogy szinte minden csoportban az azonos csoportba tartozó csapatok egyszerre játsszák az utolsó mérkőzéseiket. A csoportkör mérkőzéseinek száma 138-ról 162-re növekedett, és csökkent a barátságos mérkőzések száma is.
Az A liga négy csoportjának győztese jutott be a 2021 júniusában rendezett egyenes kieséses szakaszba, ahol négy mérkőzés volt: két elődöntő, a bronzmérkőzés és a döntő. Az elődöntők párosítását sorsolással döntötték el. A négyes döntő helyszínét a négy továbbjutó csapat közül választották ki. Az A liga győztese nyerte az UEFA Nemzetek Ligáját. A videóbírót (VAR) az egyenes kieséses szakaszban alkalmazták.
A csapatok a helyezések alapján feljutottak, illetve kiestek a magasabb, illetve az alacsonyabb ligába. Három ligából, a B, C és D ligákból a csoportgyőztesek feljutottak, míg az A és B ligákban a csoportutolsók kiestek. Miután a C ligában négy csoport volt, a D ligában pedig kettő, ezért a C ligában a kieső két csapatot osztályozóval döntötték el 2022 márciusában. Az összesített rangsor alapján a C liga utolsó négy helyezettje közül az első helyen rangsorolt játszott a negyedik helyen rangsorolttal és a második helyen rangsorolt a harmadik helyen rangsorolttal. A két párosítás győztesét oda-visszavágós rendszerben döntötték el (a magasabban rangsorolt játszott hazai pályán a második mérkőzésen). A több gólt szerzett csapat nyer és marad a C ligában, a vesztes kiesik a D ligába. Ha az összesítésnél az eredmény döntetlen, akkor az idegenben több gólt szerző csapat nyert. Amennyiben az idegenben lőtt gólok száma is azonos, akkor 2×15 perces hosszabbítás következett a második mérkőzés rendes játékidejének lejárta után. Ha a 2×15 perces hosszabbításban gólt/gólokat szerzett mindkét együttes, és az összesített állás egyenlő, akkor a vendég csapat nyert idegenben szerzett góllal/gólokkal. Gól nélküli hosszabbítás esetén büntetőpárbajra került sor.

### Rangsorolás a csoportban
Ha két vagy több csapat azonos pontszámmal áll egy csoportban, a sorrendet a következő pontok alapján határozták meg:
1. több szerzett pont az azonosan álló csapatok között lejátszott mérkőzéseken;
2. jobb gólkülönbség az azonosan álló csapatok között lejátszott mérkőzéseken;
3. több szerzett gól az azonosan álló csapatok között lejátszott mérkőzéseken;
4. több idegenben szerzett gól az azonosan álló csapatok között lejátszott mérkőzéseken;
5. Ha az 1–4. pontok alapján a csapatok továbbra is azonosan állnak, akkor az 1–4. pontokat újra alkalmazni kell ameddig a sorrend nem dönthető el.[a 1] Ha ez sem dönt, akkor a 6–10. pontok döntenek a sorrendről;
6. jobb gólkülönbség az összes mérkőzésen;
7. több szerzett gól az összes mérkőzésen;
8. több idegenben szerzett gól az összes mérkőzésen;
9. több győzelem az összes mérkőzésen;
10. több idegenben szerzett győzelem az összes mérkőzésen;
11. alacsonyabb fair play pontszám (1 pont egy sárga lap, 3 pont a két sárga lap utáni piros lap, 3 pont egy azonnali piros lap, 4 pont egy sárga lap utáni azonnali piros lap);
12. jobb helyezés a 2020–2021-es UEFA Nemzetek Ligája kiemelésekor.

Megjegyzés
1. ↑  Ha két vagy több csapat azonos pontszámmal áll, akkor az 1–4. pontokat alkalmazzák. Ezt követően több csapatnak eldönthető a sorrendje, de nem biztos, hogy mindegyiknek. Ha például három csapat áll azonos pontszámmal, és az első négy pont alapján csak az egyik csapat helyezését lehet eldönteni, akkor a másik kettő még azonosan áll. Ebben az esetben a maradék két csapatra nézve újra az 1. ponttól kezdve kell eldönteni a helyezésüket.

### Rangsorolás a ligában
A csapatok ligában elfoglalt helyezéseit a következő pontok alapján határozták meg:
1. helyezés a csoportban;
2. magasabb pontszám;
3. jobb gólkülönbség;
4. több szerzett gól;
5. több idegenben szerzett gól;
6. több győzelem;
7. több idegenben szerzett győzelem;
8. alacsonyabb fair play pontszám (1 pont egy sárga lap, 3 pont a két sárga lap utáni piros lap, 3 pont egy azonnali piros lap, 4 pont egy sárga lap utáni azonnali piros lap);
9. jobb helyezés a 2020–2021-es UEFA Nemzetek Ligája kiemelésekor.

A D ligában lévő csapatok rangsorolásához a D1 csoportban a negyedik helyezettek elleni eredményeket nem kell figyelembe venni.
A Nemzetek Ligája döntője után az első négy csapat esetében a következő lesz a sorrend:
1. A döntő győztese az 1. helyezett
2. A döntő vesztese a 2. helyezett
3. A bronzmérkőzés győztese a 3. helyezett
4. A bronzmérkőzés vesztese a 4. helyezett

### Összesített rangsorolás
Az összesített rangsorolást a következők alapján állapítják meg:
1. Az A liga 16 csapata az 1–16. helyezést kapja, a ligában elfoglalt helyezése szerint.
2. A B liga 16 csapata a 17–32. helyezést kapja, a ligában elfoglalt helyezése szerint.
3. A C liga 16 csapata a 33–48. helyezést kapja, a ligában elfoglalt helyezése szerint.
4. A D liga 7 csapata a 49–55. helyezést kapja, a ligában elfoglalt helyezése szerint.

### 2022-es labdarúgó-világbajnokság selejtezője
A Nemzetek Ligáját részben összekapcsolták a 2022-es labdarúgó-világbajnokság európai selejtezőjével. A világbajnokság selejtezőjéből a 10 csoportgyőztes közvetlenül kijut a világbajnokságra. A 10 második helyezetthez csatlakozik az UEFA Nemzetek Ligájából az összesített rangsor alapján az a két legjobb csoportgyőztes, amely nem jutott ki a világbajnokságra vagy nem jutott be a második fordulóba. A 12 csapatot három ágra sorsolják, áganként négy csapatot. Az ágak egyenként két elődöntőből és egy döntőből állnak, mindegyik mérkőzésre a hazai pályán játszó csapatot sorsolják. A három ág győztese kijut a világbajnokságra.

## Naptár
A 2020–2021-es UEFA Nemzetek Ligájának naptára:
| Szakasz                  | Forduló       | Dátum                 |
| ------------------------ | ------------- | --------------------- |
| Csoportkör               | 1. játéknap   | 2020. szeptember 3–5. |
| Csoportkör               | 2. játéknap   | 2020. szeptember 6–8. |
| Csoportkör               | 3. játéknap   | 2020. október 8–10.   |
| Csoportkör               | 4. játéknap   | 2020. október 11–13.  |
| Csoportkör               | 5. játéknap   | 2020. november 12–14. |
| Csoportkör               | 6. játéknap   | 2020. november 15–17. |
| Egyenes kieséses szakasz | Elődöntők     | 2021. október 6–7.    |
| Egyenes kieséses szakasz | Bronzmérkőzés | 2021. október 10.     |
| Egyenes kieséses szakasz | Döntő         | 2021. október 10.     |
| Osztályozó               | 1. mérkőzés   | 2022. március 24–25.  |
| Osztályozó               | 2. mérkőzés   | 2022. március 28–29.  |

A C liga osztályozóit ugyanazon a napon játszanák, mint a 2022-es labdarúgó-világbajnokság európai pótselejtezőit. Ha egy vagy több csapat az osztályozón és a európai pótselejtezőn is részt vehetne, akkor az osztályozók mérkőzéseit nem rendezik meg, és ekkor a C liga 47., és 48. helyezettjei automatikusan kiesnek a D ligába.

## Kiemelés

Az UEFA mind az 55 tagországa részt vesz a sorozatban. A formátum változása miatt egy csapat sem esett ki a 2018–2019-es kiírás után. Azonban a C és D liga csoportgyőztesei és második helyezettjei, valamint a D liga legjobb harmadik helyezettje feljutottak.
A 2020–2021-es kiíráshoz a 2018–2019-es UEFA Nemzetek Ligája összesített rangsorát vették alapul, kisebb módosítással: azok a csapatok, amelyek eredetileg kiestek az előző kiírásban hátrébb vannak, mint azok a csapatok, amelyek eredetileg feljutottak. Ez alapján történt a kiemelés a csoportkör sorsolásához.
|   | Eredetileg feljutott az előző kiírás után (a formátum változása előtt)     |
|   | Eredetileg kiesett az előző kiírás után (maradt a formátum változása után) |
| * | Feljutott a formátum változása után                                        |

| Kalap | Csapat               | Előző | Hely. |
| ----- | -------------------- | ----- | ----- |
| 1     | Portugália (címvédő) |       | 1.    |
| 1     | Hollandia            |       | 2.    |
| 1     | Anglia               |       | 3.    |
| 1     | Svájc                |       | 4.    |
| 2     | Belgium              |       | 5.    |
| 2     | Franciaország        |       | 6.    |
| 2     | Spanyolország        |       | 7.    |
| 2     | Olaszország          |       | 8.    |
| 3     | Bosznia-Hercegovina  |       | 9.    |
| 3     | Ukrajna              |       | 10.   |
| 3     | Dánia                |       | 11.   |
| 3     | Svédország           |       | 12.   |
| 4     | Horvátország         |       | 13.   |
| 4     | Lengyelország        |       | 14.   |
| 4     | Németország          |       | 15.   |
| 4     | Izland               |       | 16.   |

| Kalap | Csapat         | Előző | Hely. |
| ----- | -------------- | ----- | ----- |
| 1     | Oroszország    |       | 17.   |
| 1     | Ausztria       |       | 18.   |
| 1     | Wales          |       | 19.   |
| 1     | Csehország     |       | 20.   |
| 2     | Skócia         |       | 21.   |
| 2     | Norvégia       |       | 22.   |
| 2     | Szerbia        |       | 23.   |
| 2     | Finnország     |       | 24.   |
| 3     | Szlovákia      |       | 25.   |
| 3     | Törökország    |       | 26.   |
| 3     | Írország       |       | 27.   |
| 3     | Észak-Írország |       | 28.   |
| 4     | Bulgária       | *     | 29.   |
| 4     | Izrael         | *     | 30.   |
| 4     | Magyarország   | *     | 31.   |
| 4     | Románia        | *     | 32.   |

| Kalap | Csapat           | Előző | Hely. |
| ----- | ---------------- | ----- | ----- |
| 1     | Görögország      |       | 33.   |
| 1     | Albánia          |       | 34.   |
| 1     | Montenegró       |       | 35.   |
| 1     | Grúzia           |       | 36.   |
| 2     | Észak-Macedónia  |       | 37.   |
| 2     | Koszovó          |       | 38.   |
| 2     | Fehéroroszország |       | 39.   |
| 2     | Ciprus           |       | 40.   |
| 3     | Észtország       |       | 41.   |
| 3     | Szlovénia        |       | 42.   |
| 3     | Litvánia         |       | 43.   |
| 3     | Luxemburg        | *     | 44.   |
| 4     | Örményország     | *     | 45.   |
| 4     | Azerbajdzsán     | *     | 46.   |
| 4     | Kazahsztán       | *     | 47.   |
| 4     | Moldova          | *     | 48.   |

| Kalap | Csapat        | Hely. |
| ----- | ------------- | ----- |
| 1     | Gibraltár     | 49.   |
| 1     | Feröer        | 50.   |
| 1     | Lettország    | 51.   |
| 1     | Liechtenstein | 52.   |
| 2     | Andorra       | 53.   |
| 2     | Málta         | 54.   |
| 2     | San Marino    | 55.   |

A csoportkör sorsolását 2020. március 3-án tartották Amszterdamban, Hollandiában.

## A liga

### 1. csoport
| Hely. | Csapat              | M | Gy | D | V | G+ | G– | Gk | P  | Feljutás vagy kiesés                            |     | Olaszország | Hollandia | Lengyelország | Bosznia-Hercegovina |
| ----- | ------------------- | - | -- | - | - | -- | -- | -- | -- | ----------------------------------------------- | --- | ----------- | --------- | ------------- | ------------------- |
| 1.    | Olaszország         | 6 | 3  | 3 | 0 | 7  | 2  | +5 | 12 | Továbbjutott a Nemzetek Ligája négyes döntőjébe |     | —           | 1–1       | 2–0           | 1–1                 |
| 2.    | Hollandia           | 6 | 3  | 2 | 1 | 7  | 4  | +3 | 11 |                                                 |     | 0–1         | —         | 1–0           | 3–1                 |
| 3.    | Lengyelország       | 6 | 2  | 1 | 3 | 6  | 6  | 0  | 7  |                                                 | 0–0 | 1–2         | —         | 3–0           |                     |
| 4.    | Bosznia-Hercegovina | 6 | 0  | 2 | 4 | 3  | 11 | −8 | 2  | Kiesett a B ligába                              |     | 0–2         | 0–0       | 1–2           | —                   |

### 2. csoport
| Hely. | Csapat  | M | Gy | D | V | G+ | G– | Gk  | P  | Feljutás vagy kiesés                            |     | Belgium | Dánia | Anglia | Izland |
| ----- | ------- | - | -- | - | - | -- | -- | --- | -- | ----------------------------------------------- | --- | ------- | ----- | ------ | ------ |
| 1.    | Belgium | 6 | 5  | 0 | 1 | 16 | 6  | +10 | 15 | Továbbjutott a Nemzetek Ligája négyes döntőjébe |     | —       | 4–2   | 2–0    | 5–1    |
| 2.    | Dánia   | 6 | 3  | 1 | 2 | 8  | 7  | +1  | 10 |                                                 |     | 0–2     | —     | 0–0    | 2–1    |
| 3.    | Anglia  | 6 | 3  | 1 | 2 | 7  | 4  | +3  | 10 |                                                 | 2–1 | 0–1     | —     | 4–0    |        |
| 4.    | Izland  | 6 | 0  | 0 | 6 | 3  | 17 | −14 | 0  | Kiesett a B ligába                              |     | 1–2     | 0–3   | 0–1    | —      |

1. 1 2  Egymás elleni pontok: Dánia 4, Anglia 1.

### 3. csoport
| Hely. | Csapat        | M | Gy | D | V | G+ | G– | Gk | P  | Feljutás vagy kiesés                            |     | Franciaország | Portugália | Horvátország | Svédország |
| ----- | ------------- | - | -- | - | - | -- | -- | -- | -- | ----------------------------------------------- | --- | ------------- | ---------- | ------------ | ---------- |
| 1.    | Franciaország | 6 | 5  | 1 | 0 | 12 | 5  | +7 | 16 | Továbbjutott a Nemzetek Ligája négyes döntőjébe |     | —             | 0–0        | 4–2          | 4–2        |
| 2.    | Portugália    | 6 | 4  | 1 | 1 | 12 | 4  | +8 | 13 |                                                 |     | 0–1           | —          | 4–1          | 3–0        |
| 3.    | Horvátország  | 6 | 1  | 0 | 5 | 9  | 16 | −7 | 3  |                                                 | 1–2 | 2–3           | —          | 2–1          |            |
| 4.    | Svédország    | 6 | 1  | 0 | 5 | 5  | 13 | −8 | 3  | Kiesett a B ligába                              |     | 0–1           | 0–2        | 2–1          | —          |

### 4. csoport
| Hely. | Csapat        | M | Gy | D | V | G+ | G– | Gk  | P  | Feljutás vagy kiesés                            |     | Spanyolország | Németország | Svájc | Ukrajna |
| ----- | ------------- | - | -- | - | - | -- | -- | --- | -- | ----------------------------------------------- | --- | ------------- | ----------- | ----- | ------- |
| 1.    | Spanyolország | 6 | 3  | 2 | 1 | 13 | 3  | +10 | 11 | Továbbjutott a Nemzetek Ligája négyes döntőjébe |     | —             | 6–0         | 1–0   | 4–0     |
| 2.    | Németország   | 6 | 2  | 3 | 1 | 10 | 13 | −3  | 9  |                                                 |     | 1–1           | —           | 3–3   | 3–1     |
| 3.    | Svájc         | 6 | 1  | 3 | 2 | 9  | 8  | +1  | 6  |                                                 | 1–1 | 1–1           | —           | 3–0   |         |
| 4.    | Ukrajna       | 6 | 2  | 0 | 4 | 5  | 13 | −8  | 6  | Kiesett a B ligába                              |     | 1–0           | 1–2         | 2–1   | —       |

1. 1 2  Az egymás elleni pontok egyenlőek (3). Egymás elleni gólkülönbség: Svájc +2, Ukrajna −2.
2. ↑  A Svájc–Ukrajna mérkőzést törölték és Svájc 3–0 arányú megállapított eredménnyel nyerte, miután az ukrán csapatnál a mérkőzés előtt talált koronavírusos eset miatt az egész csapatot karanténba helyezte a svájci hatóság.

### Egyenes kieséses szakasz
Az egyenes kieséses szakaszban a Nemzetek Ligája A ligájának négy csoportgyőztese vesz részt. Az egyenes kieséses szakasz 4 mérkőzésből állt: két elődöntő, a bronzmérkőzés és a döntő. A sorsolást 2020. december 3-án tartották. Kiemelés nem volt. A rendező csapat az 1. elődöntő pályaválasztója. A bronzmérkőzés és a döntő hivatalos pályaválasztói az 1. elődöntő résztvevői.
|  |                      |               |               |                      |   |               |               |       |
|  | Elődöntők            | Elődöntők     | Elődöntők     |                      |   | Döntő         | Döntő         | Döntő |
|  | Elődöntők            | Elődöntők     | Elődöntők     |                      |   | Döntő         | Döntő         | Döntő |
|  | október 6. – Milánó  |               |               |                      |   |               |               |       |
|  |                      |               |               |                      |   |               |               |       |
|  | Olaszország          | Olaszország   | 1             |                      |   |               |               |       |
|  | Olaszország          | Olaszország   | 1             | október 10. – Milánó |   |               |               |       |
|  | Spanyolország        | Spanyolország | 2             |                      |   |               |               |       |
|  | Spanyolország        | Spanyolország | 2             |                      |   | Spanyolország | Spanyolország | 1     |
|  | október 7. – Torino  |               |               |                      |   | Spanyolország | Spanyolország | 1     |
|  |                      |               | Franciaország | Franciaország        | 2 |               |               |       |
|  | Belgium              | Belgium       | Franciaország | Franciaország        | 2 | 2             |               |       |
|  | Belgium              | Belgium       |               |                      |   |               |               |       |
|  | Franciaország        | Franciaország | 3             |                      |   |               |               |       |
|  | Franciaország        | Franciaország | 3             | Bronzmérkőzés        |   |               |               |       |
|  |                      |               |               |                      |   |               |               |       |
|  | október 10. – Torino |               |               |                      |   |               |               |       |
|  |                      |               |               |                      |   |               |               |       |
|  | Olaszország          | Olaszország   | 2             |                      |   |               |               |       |
|  | Olaszország          | Olaszország   | 2             |                      |   |               |               |       |
|  | Belgium              | Belgium       | 1             |                      |   |               |               |       |
|  | Belgium              | Belgium       | 1             |                      |   |               |               |       |

#### Elődöntők
| 2021. október 6. 20:45 |

| Olaszország    | 1–2               | Spanyolország       |
| -------------- | ----------------- | ------------------- |
| Pellegrini 83' | (0–2) Jegyzőkönyv | F. Torres 17' 45+2' |

| San Siro, Milánó Nézőszám: 33 524 Játékvezető: Szergej Karaszjov (orosz) |

| 2021. október 7. 20:45 |

| Belgium                 | 2–3               | Franciaország                                      |
| ----------------------- | ----------------- | -------------------------------------------------- |
| Carrasco 37' Lukaku 40' | (2–0) Jegyzőkönyv | Benzema 62' Mbappé 69' (11-esből) T. Hernández 90' |

| Juventus Stadion, Torino Nézőszám: 12 409 Játékvezető: Daniel Siebert (német) |

#### Bronzmérkőzés
| 2021. október 10. 15:00 |

| Olaszország                        | 2–1               | Belgium          |
| ---------------------------------- | ----------------- | ---------------- |
| Barella 46' Berardi 65' (11-esből) | (0–0) Jegyzőkönyv | De Ketelaere 86' |

| Juventus Stadion, Torino Játékvezető: Srđan Jovanović (szerb) |

#### Döntő
| 2021. október 10. 20:45 |

| Spanyolország | 1–2               | Franciaország          |
| ------------- | ----------------- | ---------------------- |
| Oyarzabal 64' | (0–0) Jegyzőkönyv | Benzema 66' Mbappé 80' |

| San Siro, Milánó Játékvezető: Anthony Taylor (angol) |

## B liga

### 1. csoport
| Hely. | Csapat         | M | Gy | D | V | G+ | G– | Gk | P  | Feljutás vagy kiesés  |     | Ausztria | Norvégia | Románia | Észak-Írország |
| ----- | -------------- | - | -- | - | - | -- | -- | -- | -- | --------------------- | --- | -------- | -------- | ------- | -------------- |
| 1.    | Ausztria       | 6 | 4  | 1 | 1 | 9  | 6  | +3 | 13 | Feljutott az A ligába |     | —        | 1–1      | 2–3     | 2–1            |
| 2.    | Norvégia       | 6 | 3  | 1 | 2 | 12 | 7  | +5 | 10 |                       |     | 1–2      | —        | 4–0     | 1–0            |
| 3.    | Románia        | 6 | 2  | 2 | 2 | 8  | 9  | −1 | 8  |                       | 0–1 | 3–0      | —        | 1–1     |                |
| 4.    | Észak-Írország | 6 | 0  | 2 | 4 | 4  | 11 | −7 | 2  | Kiesett a C ligába    |     | 0–1      | 1–5      | 1–1     | —              |

1. ↑  A Románia–Norvégia mérkőzést törölték és Románia 3–0 arányú megállapított eredménnyel nyerte, miután Norvégiának a csapatban talált koronavírusos eset miatt a norvég hatóságok megtiltották az utazást Romániába.

### 2. csoport
| Hely. | Csapat     | M | Gy | D | V | G+ | G– | Gk | P  | Feljutás vagy kiesés  |     | Csehország | Skócia | Izrael | Szlovákia |
| ----- | ---------- | - | -- | - | - | -- | -- | -- | -- | --------------------- | --- | ---------- | ------ | ------ | --------- |
| 1.    | Csehország | 6 | 4  | 0 | 2 | 9  | 5  | +4 | 12 | Feljutott az A ligába |     | —          | 1–2    | 1–0    | 2–0       |
| 2.    | Skócia     | 6 | 3  | 1 | 2 | 5  | 4  | +1 | 10 |                       |     | 1–0        | —      | 1–1    | 1–0       |
| 3.    | Izrael     | 6 | 2  | 2 | 2 | 7  | 7  | 0  | 8  |                       | 1–2 | 1–0        | —      | 1–1    |           |
| 4.    | Szlovákia  | 6 | 1  | 1 | 4 | 5  | 10 | −5 | 4  | Kiesett a C ligába    |     | 1–3        | 1–0    | 2–3    | —         |

### 3. csoport
| Hely. | Csapat       | M | Gy | D | V | G+ | G– | Gk | P  | Feljutás vagy kiesés  |     | Magyarország | Oroszország | Szerbia | Törökország |
| ----- | ------------ | - | -- | - | - | -- | -- | -- | -- | --------------------- | --- | ------------ | ----------- | ------- | ----------- |
| 1.    | Magyarország | 6 | 3  | 2 | 1 | 7  | 4  | +3 | 11 | Feljutott az A ligába |     | —            | 2–3         | 1–1     | 2–0         |
| 2.    | Oroszország  | 6 | 2  | 2 | 2 | 9  | 12 | −3 | 8  |                       |     | 0–0          | —           | 3–1     | 1–1         |
| 3.    | Szerbia      | 6 | 1  | 3 | 2 | 9  | 7  | +2 | 6  |                       | 0–1 | 5–0          | —           | 0–0     |             |
| 4.    | Törökország  | 6 | 1  | 3 | 2 | 6  | 8  | −2 | 6  | Kiesett a C ligába    |     | 0–1          | 3–2         | 2–2     | —           |

### 4. csoport
| Hely. | Csapat     | M | Gy | D | V | G+ | G– | Gk | P  | Feljutás vagy kiesés  |     | Wales | Finnország | Írország | Bulgária |
| ----- | ---------- | - | -- | - | - | -- | -- | -- | -- | --------------------- | --- | ----- | ---------- | -------- | -------- |
| 1.    | Wales      | 6 | 5  | 1 | 0 | 7  | 1  | +6 | 16 | Feljutott az A ligába |     | —     | 3–1        | 1–0      | 1–0      |
| 2.    | Finnország | 6 | 4  | 0 | 2 | 7  | 5  | +2 | 12 |                       |     | 0–1   | —          | 1–0      | 2–0      |
| 3.    | Írország   | 6 | 0  | 3 | 3 | 1  | 4  | −3 | 3  |                       | 0–0 | 0–1   | —          | 0–0      |          |
| 4.    | Bulgária   | 6 | 0  | 2 | 4 | 2  | 7  | −5 | 2  | Kiesett a C ligába    |     | 0–1   | 1–2        | 1–1      | —        |

## C liga

### 1. csoport
| Hely. | Csapat       | M | Gy | D | V | G+ | G– | Gk | P  | Feljutás vagy továbbjutás |     | Montenegró | Luxemburg | Azerbajdzsán | Ciprusi Köztársaság |
| ----- | ------------ | - | -- | - | - | -- | -- | -- | -- | ------------------------- | --- | ---------- | --------- | ------------ | ------------------- |
| 1.    | Montenegró   | 6 | 4  | 1 | 1 | 10 | 2  | +8 | 13 | Feljutott a B ligába      |     | —          | 1–2       | 2–0          | 4–0                 |
| 2.    | Luxemburg    | 6 | 3  | 1 | 2 | 7  | 5  | +2 | 10 |                           |     | 0–1        | —         | 0–0          | 2–0                 |
| 3.    | Azerbajdzsán | 6 | 1  | 3 | 2 | 2  | 4  | −2 | 6  |                           | 0–0 | 1–2        | —         | 0–0          |                     |
| 4.    | Ciprus       | 6 | 1  | 1 | 4 | 2  | 10 | −8 | 4  | Osztályozót játszik       |     | 0–2        | 2–1       | 0–1          | —                   |

### 2. csoport
| Hely. | Csapat          | M | Gy | D | V | G+ | G– | Gk | P  | Feljutás vagy továbbjutás |     | Örményország | Észak-Macedónia | Grúzia | Észtország |
| ----- | --------------- | - | -- | - | - | -- | -- | -- | -- | ------------------------- | --- | ------------ | --------------- | ------ | ---------- |
| 1.    | Örményország    | 6 | 3  | 2 | 1 | 9  | 6  | +3 | 11 | Feljutott a B ligába      |     | —            | 1–0             | 2–2    | 2–0        |
| 2.    | Észak-Macedónia | 6 | 2  | 3 | 1 | 9  | 8  | +1 | 9  |                           |     | 2–1          | —               | 1–1    | 1–1        |
| 3.    | Grúzia          | 6 | 1  | 4 | 1 | 6  | 6  | 0  | 7  |                           | 1–2 | 1–1          | —               | 0–0    |            |
| 4.    | Észtország      | 6 | 0  | 3 | 3 | 5  | 9  | −4 | 3  | Osztályozót játszik       |     | 1–1          | 3–3             | 0–1    | —          |

### 3. csoport
| Hely. | Csapat      | M | Gy | D | V | G+ | G– | Gk  | P  | Feljutás vagy továbbjutás |     | Szlovénia | Görögország | Koszovó | Moldova |
| ----- | ----------- | - | -- | - | - | -- | -- | --- | -- | ------------------------- | --- | --------- | ----------- | ------- | ------- |
| 1.    | Szlovénia   | 6 | 4  | 2 | 0 | 8  | 1  | +7  | 14 | Feljutott a B ligába      |     | —         | 0–0         | 2–1     | 1–0     |
| 2.    | Görögország | 6 | 3  | 3 | 0 | 6  | 1  | +5  | 12 |                           |     | 0–0       | —           | 0–0     | 2–0     |
| 3.    | Koszovó     | 6 | 1  | 2 | 3 | 4  | 6  | −2  | 5  |                           | 0–1 | 1–2       | —           | 1–0     |         |
| 4.    | Moldova     | 6 | 0  | 1 | 5 | 1  | 11 | −10 | 1  | Osztályozót játszik       |     | 0–4       | 0–2         | 1–1     | —       |

### 4. csoport
| Hely. | Csapat           | M | Gy | D | V | G+ | G– | Gk | P  | Feljutás vagy továbbjutás |     | Albánia | Fehéroroszország | Litvánia | Kazahsztán |
| ----- | ---------------- | - | -- | - | - | -- | -- | -- | -- | ------------------------- | --- | ------- | ---------------- | -------- | ---------- |
| 1.    | Albánia          | 6 | 3  | 2 | 1 | 8  | 4  | +4 | 11 | Feljutott a B ligába      |     | —       | 3–2              | 0–1      | 3–1        |
| 2.    | Fehéroroszország | 6 | 3  | 1 | 2 | 10 | 8  | +2 | 10 |                           |     | 0–2     | —                | 2–0      | 2–0        |
| 3.    | Litvánia         | 6 | 2  | 2 | 2 | 5  | 7  | −2 | 8  |                           | 0–0 | 2–2     | —                | 0–2      |            |
| 4.    | Kazahsztán       | 6 | 1  | 1 | 4 | 5  | 9  | −4 | 4  | Osztályozót játszik       |     | 0–0     | 1–2              | 1–2      | —          |

## D liga

### 1. csoport
| Hely. | Csapat     | M | Gy | D | V | G+ | G– | Gk  | P  | Feljutás             |     | Feröer | Málta | Lettország | Andorra |
| ----- | ---------- | - | -- | - | - | -- | -- | --- | -- | -------------------- | --- | ------ | ----- | ---------- | ------- |
| 1.    | Feröer     | 6 | 3  | 3 | 0 | 9  | 5  | +4  | 12 | Feljutott a C ligába |     | —      | 3–2   | 1–1        | 2–0     |
| 2.    | Málta      | 6 | 2  | 3 | 1 | 8  | 6  | +2  | 9  |                      |     | 1–1    | —     | 1–1        | 3–1     |
| 3.    | Lettország | 6 | 1  | 4 | 1 | 8  | 4  | +4  | 7  |                      | 1–1 | 0–1    | —     | 0–0        |         |
| 4.    | Andorra    | 6 | 0  | 2 | 4 | 1  | 11 | −10 | 2  |                      | 0–1 | 0–0    | 0–5   | —          |         |

### 2. csoport
| Hely. | Csapat        | M | Gy | D | V | G+ | G– | Gk | P |                      |     | Gibraltár (brit tengerentúli terület) | Liechtenstein | San Marino |
| ----- | ------------- | - | -- | - | - | -- | -- | -- | - | -------------------- | --- | ------------------------------------- | ------------- | ---------- |
| 1.    | Gibraltár     | 4 | 2  | 2 | 0 | 3  | 1  | +2 | 8 | Feljutott a C ligába |     | —                                     | 1–1           | 1–0        |
| 2.    | Liechtenstein | 4 | 1  | 2 | 1 | 3  | 2  | +1 | 5 |                      |     | 0–1                                   | —             | 0–0        |
| 3.    | San Marino    | 4 | 0  | 2 | 2 | 0  | 3  | −3 | 2 |                      | 0–0 | 0–2                                   | —             |            |

## Összesített rangsor
A csapatok eredményei alapján alakult ki a torna végeredménye.
| Hely. | Cs | Csapat              | M | Gy | D | V | G+ | G– | Gk  | P  |
| ----- | -- | ------------------- | - | -- | - | - | -- | -- | --- | -- |
| 1     | A3 | Franciaország       | 6 | 5  | 1 | 0 | 12 | 5  | +7  | 16 |
| 2     | A4 | Spanyolország       | 6 | 3  | 2 | 1 | 13 | 3  | +10 | 11 |
| 3     | A1 | Olaszország         | 6 | 3  | 3 | 0 | 7  | 2  | +5  | 12 |
| 4     | A2 | Belgium             | 6 | 5  | 0 | 1 | 16 | 6  | +10 | 15 |
|       |    |                     |   |    |   |   |    |    |     |    |
| 5.    | A3 | Portugália          | 6 | 4  | 1 | 1 | 12 | 4  | +8  | 13 |
| 6.    | A1 | Hollandia           | 6 | 3  | 2 | 1 | 7  | 4  | +3  | 11 |
| 7.    | A2 | Dánia               | 6 | 3  | 1 | 2 | 8  | 7  | +1  | 10 |
| 8.    | A4 | Németország         | 6 | 2  | 3 | 1 | 10 | 13 | −3  | 9  |
|       |    |                     |   |    |   |   |    |    |     |    |
| 9.    | A2 | Anglia              | 6 | 3  | 1 | 2 | 7  | 4  | +3  | 10 |
| 10.   | A1 | Lengyelország       | 6 | 2  | 1 | 3 | 6  | 6  | 0   | 7  |
| 11.   | A4 | Svájc               | 6 | 1  | 3 | 2 | 9  | 8  | +1  | 6  |
| 12.   | A3 | Horvátország        | 6 | 1  | 0 | 5 | 9  | 16 | −7  | 3  |
|       |    |                     |   |    |   |   |    |    |     |    |
| 13.   | A4 | Ukrajna             | 6 | 2  | 0 | 4 | 5  | 13 | −8  | 6  |
| 14.   | A3 | Svédország          | 6 | 1  | 0 | 5 | 5  | 13 | −8  | 3  |
| 15.   | A1 | Bosznia-Hercegovina | 6 | 0  | 2 | 4 | 3  | 11 | −8  | 2  |
| 16.   | A2 | Izland              | 6 | 0  | 0 | 6 | 3  | 17 | −14 | 0  |

| Hely. | Cs | Csapat         | M | Gy | D | V | G+ | G– | Gk | P  |
| ----- | -- | -------------- | - | -- | - | - | -- | -- | -- | -- |
| 17.   | B4 | Wales          | 6 | 5  | 1 | 0 | 7  | 1  | +6 | 16 |
| 18.   | B1 | Ausztria       | 6 | 4  | 1 | 1 | 9  | 6  | +3 | 13 |
| 19.   | B2 | Csehország     | 6 | 4  | 0 | 2 | 9  | 5  | +4 | 12 |
| 20.   | B3 | Magyarország   | 6 | 3  | 2 | 1 | 7  | 4  | +3 | 11 |
|       |    |                |   |    |   |   |    |    |    |    |
| 21.   | B4 | Finnország     | 6 | 4  | 0 | 2 | 7  | 5  | +2 | 12 |
| 22.   | B1 | Norvégia       | 6 | 3  | 1 | 2 | 12 | 7  | +5 | 10 |
| 23.   | B2 | Skócia         | 6 | 3  | 1 | 2 | 5  | 4  | +1 | 10 |
| 24.   | B3 | Oroszország    | 6 | 2  | 2 | 2 | 9  | 12 | −3 | 8  |
|       |    |                |   |    |   |   |    |    |    |    |
| 25.   | B2 | Izrael         | 6 | 2  | 2 | 2 | 7  | 7  | 0  | 8  |
| 26.   | B1 | Románia        | 6 | 2  | 2 | 2 | 8  | 9  | −1 | 8  |
| 27.   | B3 | Szerbia        | 6 | 1  | 3 | 2 | 9  | 7  | +2 | 6  |
| 28.   | B4 | Írország       | 6 | 0  | 3 | 3 | 1  | 4  | −3 | 3  |
|       |    |                |   |    |   |   |    |    |    |    |
| 29.   | B3 | Törökország    | 6 | 1  | 3 | 2 | 6  | 8  | −2 | 6  |
| 30.   | B2 | Szlovákia      | 6 | 1  | 1 | 4 | 5  | 10 | −5 | 4  |
| 31.   | B4 | Bulgária       | 6 | 0  | 2 | 4 | 2  | 7  | −5 | 2  |
| 32.   | B1 | Észak-Írország | 6 | 0  | 2 | 4 | 4  | 11 | −7 | 2  |

| Hely. | Cs | Csapat           | M | Gy | D | V | G+ | G– | Gk  | P  |
| ----- | -- | ---------------- | - | -- | - | - | -- | -- | --- | -- |
| 33.   | C3 | Szlovénia        | 6 | 4  | 2 | 0 | 8  | 1  | +7  | 14 |
| 34.   | C1 | Montenegró       | 6 | 4  | 1 | 1 | 10 | 2  | +8  | 13 |
| 35.   | C4 | Albánia          | 6 | 3  | 2 | 1 | 8  | 4  | +4  | 11 |
| 36.   | C2 | Örményország     | 6 | 3  | 2 | 1 | 9  | 6  | +3  | 11 |
|       |    |                  |   |    |   |   |    |    |     |    |
| 37.   | C3 | Görögország      | 6 | 3  | 3 | 0 | 6  | 1  | +5  | 12 |
| 38.   | C4 | Fehéroroszország | 6 | 3  | 1 | 2 | 10 | 8  | +2  | 10 |
| 39.   | C1 | Luxemburg        | 6 | 3  | 1 | 2 | 7  | 5  | +2  | 10 |
| 40.   | C2 | Észak-Macedónia  | 6 | 2  | 3 | 1 | 9  | 8  | +1  | 9  |
|       |    |                  |   |    |   |   |    |    |     |    |
| 41.   | C4 | Litvánia         | 6 | 2  | 2 | 2 | 5  | 7  | −2  | 8  |
| 42.   | C2 | Grúzia           | 6 | 1  | 4 | 1 | 6  | 6  | 0   | 7  |
| 43.   | C1 | Azerbajdzsán     | 6 | 1  | 3 | 2 | 2  | 4  | −2  | 6  |
| 44.   | C3 | Koszovó          | 6 | 1  | 2 | 3 | 4  | 6  | −2  | 5  |
|       |    |                  |   |    |   |   |    |    |     |    |
| 45.   | C4 | Kazahsztán       | 6 | 1  | 1 | 4 | 5  | 9  | −4  | 4  |
| 46.   | C1 | Ciprus           | 6 | 1  | 1 | 4 | 2  | 10 | −8  | 4  |
| 47.   | C2 | Észtország       | 6 | 0  | 3 | 3 | 5  | 9  | −4  | 3  |
| 48.   | C3 | Moldova          | 6 | 0  | 1 | 5 | 1  | 11 | −10 | 1  |

| Hely. | Cs | Csapat        | M | Gy | D | V | G+ | G– | Gk  | P |
| ----- | -- | ------------- | - | -- | - | - | -- | -- | --- | - |
| 49.   | D2 | Gibraltár     | 4 | 2  | 2 | 0 | 3  | 1  | +2  | 8 |
| 50.   | D1 | Feröer        | 4 | 1  | 3 | 0 | 6  | 5  | +1  | 6 |
|       |    |               |   |    |   |   |    |    |     |   |
| 51.   | D2 | Liechtenstein | 4 | 1  | 2 | 1 | 3  | 2  | +1  | 5 |
| 52.   | D1 | Málta         | 4 | 1  | 2 | 1 | 5  | 5  | 0   | 5 |
|       |    |               |   |    |   |   |    |    |     |   |
| 53.   | D1 | Lettország    | 4 | 0  | 3 | 1 | 3  | 4  | −1  | 3 |
| 54.   | D2 | San Marino    | 4 | 0  | 2 | 2 | 0  | 3  | −3  | 2 |
|       |    |               |   |    |   |   |    |    |     |   |
| 55.   | D1 | Andorra       | 6 | 0  | 2 | 4 | 1  | 11 | −10 | 2 |

### A 2022-es világbajnokság pótselejtezőjének résztvevői
A 2020–2021-es UEFA Nemzetek Ligája összesített rangsora alapján, a Nemzetek Ligája csoportgyőztesei közül az a két legjobb csapat, amelyik a világbajnoki selejtezőben a csoportjában az első két helyén kívül végzett, részt vehetett a pótselejtezőn és nem kiemelt volt a pótselejtező sorsolásán.
Jelölések
- (1) Első helyen végzett a csoportban és kijutott a világbajnokságra
- (2) Második helyen végzett a csoportban és a pótselejtezőbe jutott
- (P) A Nemzetek Ligája egyik legjobb csoportgyőzteseként, és a selejtezőcsoportban az első két helyezett kívüliként a pótselejtezőbe jutott
- (K) Kiesett

| NL | Hely. | Csoportgyőztes | Csoportgyőztes | Csoport |
| -- | ----- | -------------- | -------------- | ------- |
| A  | 1.    | Franciaország  | (1)            | D       |
| A  | 2.    | Spanyolország  | (1)            | B       |
| A  | 3.    | Olaszország    | (2)            | C       |
| A  | 4.    | Belgium        | (1)            | E       |
| B  | 17.   | Wales          | (2)            | E       |
| B  | 18.   | Ausztria       | (P)            | F       |
| B  | 19.   | Csehország     | (P)            | E       |
| B  | 20.   | Magyarország   | (K)            | I       |
| C  | 33.   | Szlovénia      | (K)            | H       |
| C  | 34.   | Montenegró     | (K)            | G       |
| C  | 35.   | Albánia        | (K)            | I       |
| C  | 36.   | Örményország   | (K)            | J       |
| D  | 49.   | Gibraltár      | (K)            | G       |
| D  | 50.   | Feröer         | (K)            | F       |